# Tour der südafrikanischen Rugby-Union-Nationalmannschaft nach Europa 1960/61
| Tour der Springboks nach Europa 1960/61 | Tour der Springboks nach Europa 1960/61 | Tour der Springboks nach Europa 1960/61 | Tour der Springboks nach Europa 1960/61 | Tour der Springboks nach Europa 1960/61 |
| Übersicht                               | S                                       | G                                       | U                                       | N                                       |
| --------------------------------------- | --------------------------------------- | --------------------------------------- | --------------------------------------- | --------------------------------------- |
| Test Matches                            | 05                                      | 04                                      | 1                                       | 0                                       |
| Sonstige Spiele                         | 29                                      | 27                                      | 1                                       | 1                                       |
| Gesamt                                  | 34                                      | 31                                      | 2                                       | 1                                       |
|                                         |                                         |                                         |                                         |                                         |
| England                                 | 1                                       | 1                                       | 0                                       | 0                                       |
| Frankreich                              | 1                                       | 0                                       | 1                                       | 0                                       |
| Irland                                  | 1                                       | 1                                       | 0                                       | 0                                       |
| Schottland                              | 1                                       | 1                                       | 0                                       | 0                                       |
| Wales                                   | 1                                       | 1                                       | 0                                       | 0                                       |

Die Tour der südafrikanischen Rugby-Union-Nationalmannschaft nach Europa 1960/61 umfasste eine Reihe von Freundschaftsspielen der Springboks, der Nationalmannschaft Südafrikas in der Sportart Rugby Union. Das Team reiste von Oktober 1960 bis Februar 1961 durch das Vereinigte Königreich, Irland und Frankreich, wobei es 34 Spiele bestritt. Dazu gehörten fünf Test Matches gegen die Nationalmannschaften der vier britischen Home Nations und Frankreichs sowie 29 weitere Begegnungen mit Vereinen und Auswahlteams. Die Südafrikaner setzten sich gegen alle britischen Nationalteams durch und schafften damit zum vierten Mal einen Grand Slam, während gegen Frankreich ein punkteloses Unentschieden resultierte. Ihre einzige Niederlage mussten die Springboks in Cardiff gegen die Barbarians hinnehmen.

## Spielplan
- Hintergrundfarbe grün = Sieg
- Hintergrundfarbe gelb = Unentschieden
- Hintergrundfarbe rot = Niederlage

(Test Matches sind grau unterlegt; Ergebnisse aus der Sicht Südafrikas)
| #  | Datum             | Gegner                          | Ort         | Stadion                        | Ergebnis |
| -- | ----------------- | ------------------------------- | ----------- | ------------------------------ | -------- |
| 01 | 22. Oktober 1960  | Southern Counties               | Brighton    | Greyhound Stadium              | 29:9     |
| 02 | 26. Oktober 1960  | Oxford University RFC           | Oxford      | Iffley Road                    | 24:5     |
| 03 | 29. Oktober 1960  | Cardiff RFC                     | Cardiff     | Cardiff Arms Park              | 13:0     |
| 04 | 02. November 1960 | Pontypool RFC & Cross Keys RFC  | Pontypool   | Pontypool Park                 | 30:3     |
| 05 | 05. November 1960 | Midland Counties                | Leicester   | Welford Road Stadium           | 3:3      |
| 06 | 09. November 1960 | Cambridge University RUFC       | Cambridge   | Grange Road                    | 12:0     |
| 07 | 12. November 1960 | London Counties                 | London      | Twickenham Stadium             | 20:3     |
| 08 | 16. November 1960 | Glasgow & Edinburgh             | Glasgow     | Hughenden Stadium              | 16:11    |
| 09 | 19. November 1960 | South of Scotland               | Hawick      | Mansfield Park                 | 19:3     |
| 10 | 23. November 1960 | North West Counties             | Manchester  | Maine Road                     | 11:0     |
| 11 | 26. November 1960 | Swansea RFC                     | Swansea     | St Helen’s                     | 19:3     |
| 12 | 29. November 1960 | Ebbw Vale RFC & Abertillery RFC | Ebbw Vale   | Welfare Ground                 | 3:0      |
| 13 | 03. Dezember 1960 | Wales                           | Cardiff     | Cardiff Arms Park              | 3:0      |
| 14 | 07. Dezember 1960 | South Western Counties          | Camborne    | Memorial Ground                | 21:9     |
| 15 | 10. Dezember 1960 | Western Counties                | Gloucester  | Kingsholm Stadium              | 42:0     |
| 16 | 13. Dezember 1960 | Llanelli RFC                    | Llanelli    | Stradey Park                   | 21:0     |
| 17 | 17. Dezember 1960 | Irland                          | Dublin      | Lansdowne Road                 | 8:3      |
| 18 | 21. Dezember 1960 | Munster Rugby                   | Cork        | Musgrave Park                  | 9:3      |
| 19 | 26. Dezember 1960 | Combined Services               | London      | Twickenham Stadium             | 14:5     |
| 20 | 28. Dezember 1960 | Midland Counties                | Birmingham  | St. Andrew’s Stadium           | 16:5     |
| 21 | 31. Dezember 1960 | North Eastern Counties          | Gosforth    | County Ground                  | 21:9     |
| 22 | 03. Januar 1961   | South Eastern Counties          | Bournemouth | King’s Park                    | 24:0     |
| 23 | 07. Januar 1961   | England                         | London      | Twickenham Stadium             | 5:0      |
| 24 | 11. Januar 1961   | Newport RFC                     | Newport     | Rodney Parade                  | 3:0      |
| 25 | 14. Januar 1961   | Neath RFC & Aberavon RFC        | Neath       | The Gnoll                      | 25:5     |
| 26 | 21. Januar 1961   | Schottland                      | Edinburgh   | Murrayfield Stadium            | 12:5     |
| 27 | 25. Januar 1961   | North of Scotland               | Aberdeen    | Linksfield Stadium             | 22:9     |
| 28 | 28. Januar 1961   | Ulster Rugby                    | Belfast     | Ravenhill Stadium              | 19:6     |
| 29 | 01. Februar 1961  | Leinster Rugby                  | Dublin      | Lansdowne Road                 | 20:12    |
| 30 | 04. Februar 1961  | Barbarians                      | Cardiff     | Cardiff Arms Park              | 0:6      |
| 31 | 08. Februar 1961  | France Sud-Ouest                | Bordeaux    | Stade Lescure                  | 29:3     |
| 32 | 11. Februar 1961  | France A                        | Toulouse    | Stadium Municipal              | 26:10    |
| 33 | 14. Februar 1961  | Côte Basque                     | Bayonne     | Stade Jean-Dauger              | 36:9     |
| 34 | 18. Februar 1961  | Frankreich                      | Colombes    | Stade Olympique Yves-du-Manoir | 0:0      |

## Test Matches
| 3. Dezember 1960 | Wales | 0 : 3         | Südafrika          | Cardiff Arms Park, Cardiff Zuschauer: 53.000 Schiedsrichter: James Taylor (Schottland) |
| 3. Dezember 1960 |       | (0:3) Bericht | Straftritte: Oxlee | Cardiff Arms Park, Cardiff Zuschauer: 53.000 Schiedsrichter: James Taylor (Schottland) |

Aufstellungen:
- Wales: Dewi Bebb, Cyril Davies, Glyn Davidge, Terry Davies , Denis Evans, Roderick Evans, Danny Harris, Kingsley Jones, John Leleu, Bryn Meredith, Daniel Nash, Tony O’Connor, Ray Prosser, Ken Richards, Meirion Roberts
- Südafrika: Johan Claassen, Piet du Toit, Jannie Engelbrecht, John Gainsford, Ronald Hill, Douglas Hopwood, Ian Kirkpatrick, Fanie Kuhn, Avril Malan , Keith Oxlee, Martin Pelser, Mannetjies Roux, Piet Uys, Hugo van Zyl, Lionel Wilson

| 17. Dezember 1960 | Irland               | 3 : 8         | Südafrika                                        | Lansdowne Road, Dublin Zuschauer: 40.000 Schiedsrichter: Gwilym Treharne (Wales) |
| 17. Dezember 1960 | Straftritte: Kiernan | (3:0) Bericht | Versuche: Gainsford van Zyl Erhöhungen: Lockyear | Lansdowne Road, Dublin Zuschauer: 40.000 Schiedsrichter: Gwilym Treharne (Wales) |

Aufstellungen:
- Irland: William Armstrong, Walter Bornemann, Niall Brophy, Gerry Culliton, Ronnie Dawson, Ronnie Kavanagh, Tom Kiernan, Syd Millar, Bill Mulcahy, Noel Murphy, Andy Mulligan, Cecil Pedlow, Tony O’Sullivan, Jerry Walsh, Gordon Wood
- Südafrika: Adriaan Baard, Johan Claassen, Piet du Toit, Jannie Engelbrecht, John Gainsford, Ronnie Hill, Ian Kirkpatrick, Fanie Kuhn, Richard Lockyear, Avril Malan , Keith Oxlee, Martin Pelser, Hennie van Zyl, Hugo van Zyl, Lionel Wilson

| 7. Januar 1961 | England | 0 : 5         | Südafrika                              | Twickenham Stadium, London Zuschauer: 72.000 Schiedsrichter: Gwilym Treharne (Wales) |
| 7. Januar 1961 |         | (0:5) Bericht | Versuche: Hopwood Erhöhungen: du Preez | Twickenham Stadium, London Zuschauer: 72.000 Schiedsrichter: Gwilym Treharne (Wales) |

Aufstellungen:
- England: John Currie, Stanley Hodgson, Ron Jacobs, Dickie Jeeps , David Marques, Derek Morgan, Bill Patterson, Laurie Rimmer, Beverley Risman, Peter Robbins, Jim Roberts, Donald Rutherford, Mike Weston, Peter Wright, John Young
- Südafrika: Johan Claassen, Frik du Preez, Piet du Toit, Jannie Engelbrecht, John Gainsford, Douglas Hopwood, Ian Kirkpatrick, Fanie Kuhn, Abie Malan, Avril Malan , Dave Stewart, Piet Uys, Hennie van Zyl, Hugo van Zyl, Lionel Wilson

| 21. Januar 1961 | Schottland                                  | 5 : 12        | Südafrika                                        | Murrayfield Stadium, Edinburgh Zuschauer: 58.000 Schiedsrichter: Leslie Boundy (England) |
| 21. Januar 1961 | Versuche: Arthur Smith Erhöhungen: Scotland | (0:6) Bericht | Versuche: Claassen Hopwood Straftritte: du Preez | Murrayfield Stadium, Edinburgh Zuschauer: 58.000 Schiedsrichter: Leslie Boundy (England) |

Aufstellungen:
- Schottland: Frans Bos, Norman Bruce, Mike Campbell-Lamerton, John Douglas, Ian Laughland, Edward McKeating, Hugh McLeod, David Rollo, Kenneth Ross, Ken Scotland, Brian Shillinglaw, Arthur Smith , Ken Smith, George Stevenson, Ronnie Thomson
- Südafrika: Johan Claassen, Frik du Preez, Piet du Toit, Jannie Engelbrecht, John Gainsford, Douglas Hopwood, Ian Kirkpatrick, Fanie Kuhn, Abie Malan, Avril Malan , Keith Oxlee, Dave Stewart, Piet Uys, Hennie van Zyl, Hugo van Zyl

| 18. Februar 1961 | Frankreich    | 0 : 0 | Südafrika | Stade Olympique Yves-du-Manoir, Colombes Zuschauer: 35.569 Schiedsrichter: Gwynne Walters (Wales) |
| 18. Februar 1961 | (0:0) Bericht |       |           | Stade Olympique Yves-du-Manoir, Colombes Zuschauer: 35.569 Schiedsrichter: Gwynne Walters (Wales) |

Aufstellungen:
- Frankreich: Pierre Albaladejo, Guy Boniface, Gérard Bouguyo, Jacques Bouquet, Michel Celaya, Michel Crauste, Jean de Grégorio, Amédée Domenech, Jean Dupuy, Pierre Lacroix, Richard Lockyear, François Moncla, Henri Rancoule, Alfred Roques, Jean-Pierre Saux, Michel Vannier
- Südafrika: Mike Antelme, Johan Claassen, Piet du Toit, Jannie Engelbrecht, John Gainsford, Douglas Hopwood, Ian Kirkpatrick, Fanie Kuhn, Richard Lockyear, Abie Malan, Avril Malan , Martin Pelser, Dave Stewart, Hugo van Zyl, Lionel Wilson